# Riad Al Sunbati

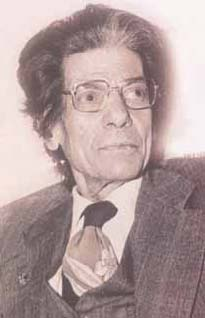
Riad Sunbati

Riad Mohamed El Sunbati (arabisch رياض محمد السنباطي, DMG Riyāḍ Muḥammad as-Sunbāṭī; geboren am 30. November 1906; gestorben am 10. September 1981 in Kairo), auch als Riad Sonbati oder Riadh Sonbati bekannt, war ein ägyptischer Komponist und Musiker des 20. Jahrhunderts, der als Ikone der ägyptischen Musik galt. Al Sunbati komponierte mehr als 500 Werke in verschiedenen Genres, darunter Opern, Operetten, Lieder, Filmmusik, religiöse Lieder sowie Taqtuqa und Mawalia. In seine Lieder und Kompositionen ließ er die Lyrik von mehr als 120 Dichtern einfließen. Darüber hinaus komponierte er für namhafte arabische Sängerinnen und Sänger wie Umm Kulthum, Fairuz, Asmahan, Warda Al-Jazairia, Najat Essaghira, Mounira El Mahdeya, Fayza Ahmed, Saleh Abdel Hai, Mayada El Hennawy, Samira Saïd und Aziza Jalal (die als letzte Sängerin eine seiner Melodien sang).

## Biografie
Al Sunbati wurde am 30. November 1906 als erster Sohn nach acht Schwestern in einer Familie in der Stadt Faraskur im Gouvernement Dumyat in Ägypten geboren. Sein Vater war Musiker und Sänger und trat mit seiner Truppe bei religiösen Festen wie dem Maulid an-Nabī und bei Hochzeiten in den nahegelegenen Dörfern und Städten auf. Al Sunbati lauschte seinem Vater, wie er die Oud spielte und sang. Nachdem die Familie nach Al-Mansura im Gouvernement ad-Daqahliyya umgezogen war, besuchte der junge Al Sunbati eine Kuttab-Schule. Doch nicht die Schullehre begeisterte ihn, sondern die Musik.

### Der musikalische Anfang
Als Al Sunbati neun Jahre alt war, wurde er von seinem Vater vor der Schule erwischt, als er sich im Sägewerk eines Zimmermanns versteckte, Oud spielte und dabei das Lied Sahabjia von Sayed Darwish sang. Sein Vater war von der Schönheit seiner Stimme überrascht und nahm ihn als Sänger in seine Musiktruppe auf. Zu dieser Zeit erkrankte Al Sunbati an seinen Augen und musste seine Schulbildung abbrechen, stattdessen begann sein Vater ihm die Grundprinzipien der Musik beizubringen. Al Sunbati zeigte ein bemerkenswertes Talent und wurde schnell zum Star der Musikgruppe seines Vaters. Er erhielt den Spitznamen Bulbul al-Mansura (arabisch بلبل المنصورة, Die Nachtigall von Al-Mansura). Als der ägyptische Sänger und Komponist Sayed Darwish Al Sunbati zum ersten Mal hörte, lud er ihn nach Alexandria ein. Jedoch lehnte Al Sunbatis Vater aufgrund seiner Abhängigkeit von der Arbeit seines Sohnes das Angebot ab. Dennoch konnte Al Sunbati in seinen Anfangsjahren mehrere instrumentale Oud-Improvisationen für das deutsche Label Odeon aufnehmen.

### Musikalischer Werdegang
1928 zog Al Sunbati mit seinem Vater nach Kairo, um sich hier als Sänger und Musiker zu beweisen. Vor ihm hatte bereits die ägyptische Musikerin und Sängerin Umm Kulthum diese Chance ergriffen, deren Vater mit Al Sunbatis Vater befreundet war, bevor sie gemeinsam nach Kairo kamen. In Kairo bewarb sich Al Sunbati am Arabischen Musikinstitut und wurde schließlich als Lehrer für Oud-Spiel und Gesang tätig. Von diesem Institut aus wuchs Al Sunbatis Ruhm als talentierter Oud-Spieler, der regelmäßig an den Veranstaltungen teilnahm. Nach nur drei Jahren beschloss er jedoch, in die Welt des Komponierens einzusteigen. Die Grundlage seiner ersten Komposition bildete ein Gedicht von Ahmed Shawqi, Makaderon Min Jefniek (مقادير من جفنيك), das später von Mohammed Abdel Wahab neu komponiert und gesungen wurde. In seiner Komposition verband Al Sunbati seine musikalischen Fähigkeiten mit dem Gedicht und schuf somit ein einzigartiges Werk. Er hat auch als Oud-Spieler und Sänger im Tacht (Ensemble) von Mohammed Abdel Wahab gearbeitet, wo er in dem Film Alwarda AlBeyda mit seinem Lied El Nile Nagachi auftritt.
In den frühen 1930er Jahren begann Mohamed al-Sunbati mit der Zusammenarbeit mit Audion Records (أوديون), einem großen ägyptischen Aufnahmestudio, in dem er seine einzigartigen Oud-Taksims aufnahm. Im Rahmen dieser Arbeit stellte Audion Records ihn auch als Komponisten für berühmte Sänger wie Saleh Abdel Hai, Abdel-Ghani Al Sayed, Rajaa Abdo und Najat Ali vor. Im Jahr 1935 begann Al Sunbati mit Umm Kulthum zu arbeiten und komponierte mehr als 200 Lieder für sie. Seine letzte Komposition schrieb er 1972 mit Rihab Al-Huda.
Im Jahr 1979 erhielt Al Sunbati als Oud-Darsteller die prestigeträchtige IMC-UNESCO-Musikpreis. Damit wurde er die erste Person aus dem Nahen Osten und der einzige Ägypter, der diese Auszeichnung erhielt.
Al Sunbati ist auch für seine einzigartigen und originellen Taqsims bekannt, die von arabischen Musikern als die authentischsten ihrer Zeit angesehen wurden. Heutzutage werden sie oft als Modelle für die Maqam an Musikhochschulen im Nahen Osten verwendet. Al Sunbati hinterließ eine Sammlung seiner Taqsims in den bedeutendsten arabischen Maqams, die während seiner Karriere aufgenommen worden waren.
Al Sunbati hat viele religiöse Lieder komponiert und wurde von Mohammed Abdel Wahab als bedeutender Komponist religiöser Musik beschrieben. Eines seiner bekanntesten Lieder ist Zikrayat, dessen Ouvertüre als eine der längsten in der arabischen Musik gilt und sogar länger als Abdel Wahabs Inta Omri.
Eine der berühmtesten Instrumentalkompositionen von Al Sunbati ist „Longa Riad“ (auch bekannt als „Longa Sultani Yigah“). Diese arabische Longa gilt als die bekannteste und wird nicht nur von arabischen, sondern auch von vielen westlichen und türkischen Orchestern und Einzelspielern aufgeführt. Sie zeichnet sich durch eine einzigartige Komposition und präzise rhythmische Struktur aus.

## Zusammenarbeit mit Umm Kulthum
In den Mittleren 1930er Jahren lernte Al Sunbati die berühmte ägyptische Sängerin Umm Kulthum kennen. Ihr erstes Treffen fand zufällig an einem Bahnhof statt. 1935 komponierte Al Sunbati zum ersten Mal für Umm Kulthum. Das Lied Ala Balad El-Mahboub (arabisch على بلد المحبوب, Ins Land der Geliebten) wurde für ihren Film Weddad (arabisch وداد) vorgesehen. Umm Kulthum hat sich anfangs geweigert, das Lied im Film zu singen, es jedoch nach seinem großen Erfolg aufgenommen. Ihre Aufnahme war ebenfalls ein großer Erfolg. Al Sunbati schloss sich ihrem künstlerischen Team an, zu dem auch Mohamed El Qasabgi und Scheich Zakariyya Ahmad gehörten. Im Laufe ihrer Zusammenarbeit komponierte er über 200 Lieder für Umm Kulthum, darunter auch Ifrah ya Aalbi (arabisch افرح يا قلبي, Freu dich, mein Herz), Nashid al-Amal (arabisch نشيد الأمل, Hymne der Hoffnung), die für die Filme geschrieben wurden, in denen sie spielte. Nashid al-Amal wird als das Lied angesehen, in dem Al Sunbati seinen einzigartigen Kompositionsstil entwickelte.
Aus den klassischen Meisterwerken arabischer und persischer Dichter entstanden einige Lieder von Al Sunbati für Umm Kulthum. Eines der bekanntesten ist Ruba'iyat Al Khiyam, das auf Gedichten von Omar Chayyām basiert und von Ahmed Rami ins Arabische übersetzt wurden. 1966 entstand Al Sunbatis beliebteste Komposition El-Atlal für die berühmte ägyptische Sängerin. Das Lied El Qalb Yaashaq ist seine letzte Komposition für Ummu Kulthum.
Al-Sunbati hat viele seiner eigenen Werke, die er für Umm Kulthum komponiert hat, mit seiner eigenen Stimme aufgenommen.

### Al-Atlal
Das Lied „Al-Atlal“ (arabisch: الأطلال, „Die Ruinen“) von Al Sunbati gilt als Meisterwerk der arabischen Musik. Der Text des Liedes stammt aus einem Gedicht des ägyptischen Dichters Ibrahim Nagi. Die Melodie wurde in den 1960er Jahren von Al Sunbati komponiert. Umm Kulthum sang Al-Atlal erstmals im Jahr 1966. Das Lied erlangte in den späten 1960er Jahren große Beliebtheit. Nach dem Sechstagekrieg zwischen Israel und mehreren arabischen Ländern bezeichneten mehrere renommierte Kritiker das Lied als das arabische Lied schlechthin. Es gilt für viele Kritiker als Krönung des arabischen Liedes und als das beste arabische Lied des 20. Jahrhunderts. Es wird von vielen als das Beste betrachtet, was Umm Kulthum gesungen und Al Sunbati komponiert hat.

## Diskografie

### Lieder (Auswahl)
- Ashwaq
- Ilah alkoon
- Raby sobhanak dawman

Lieder für Umm Kulthum:
- Al-Atlal (the ruins)
- Robayyeat Al-khayyam (quatrains of Omar Khayyam)
- A'ala Balad elmahboob (to the country of the beloved)
- Ifrah ya Alby
- Ya lelet el eid
- Zikrayat
- Yally Kan yeshgeek aneeny
- Lessa Faker
- Hayyart Albi ma'ak
- Awidt E'iny
- El alb ye'eshaq kol Gameel
- Men agl Aynayk
- Hadeeth Alrooh
- Thawrat Alshak
- Arooh le meen
- Arak A'asy alDama'
- Al Thulatheya Al-Muqadasa
- Nahj Al Borda

### Kompositionen
- Shanghai Dance[12]
- Longa Farahfaza (Longa Riad)

### Filmmusik
- 1949: Al lailu lana

Er schrieb auch die Partitur für den Film „Habeeb Alby“ (Die Liebe meines Herzens) sowie das Lied „Fadel You mean“ (Noch zwei Tage), das er im Film aufführte.